# استروف
استروف (انگلیسی: strophe)، نخستین بخش سرود همسرایان در درام یونانی است.

## استروف
استروف (‎/ˈstroʊfiː/‎) در این حال همسرایان هنگام حرکت از سویی به سوی دیگر صحنه می‌خوانند. پس از آن برگشت (آنتی استروف) می‌آید که عکس حرکت اول است و پس از آن نیز epode (مقطع) می‌آید که وزنی متفاوت دارد و همسرایان آن را ایستاده می‌خوانند.

## ساختار شاعرانه
در معنای کلی تر، استروف یک جفت مصراع با فرم متناوب است که ساختار یک شعر معین بر اساس آن استوار است، به طوری که استروف معمولاً با مصراع در شعر مدرن یکسان است و چینش و تکرار قافیه‌ها به آن شخصیت می‌دهد. در شعر کر، یافتن استروف و به دنبال آن یک ضد استروف از لحاظ معیار یکسان معمول است.